# Pseudorhombus micrognathus
Pseudorhombus micrognathus är en fiskart som beskrevs av Norman 1927. Pseudorhombus micrognathus ingår i släktet Pseudorhombus och familjen Paralichthyidae. Inga underarter finns listade i Catalogue of Life.